# Guardamar de la Safor
Guardamar de la Safor è un comune spagnolo di 76 abitanti situato nella comunità autonoma Valenciana.